# Barrinadura naval

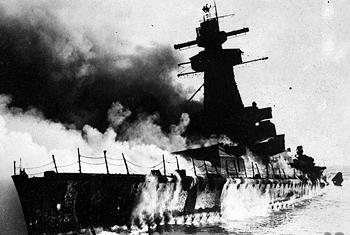
Barrinadurabucdel vaixell Admiral Graf Spee al Riu de la Plata (1939).

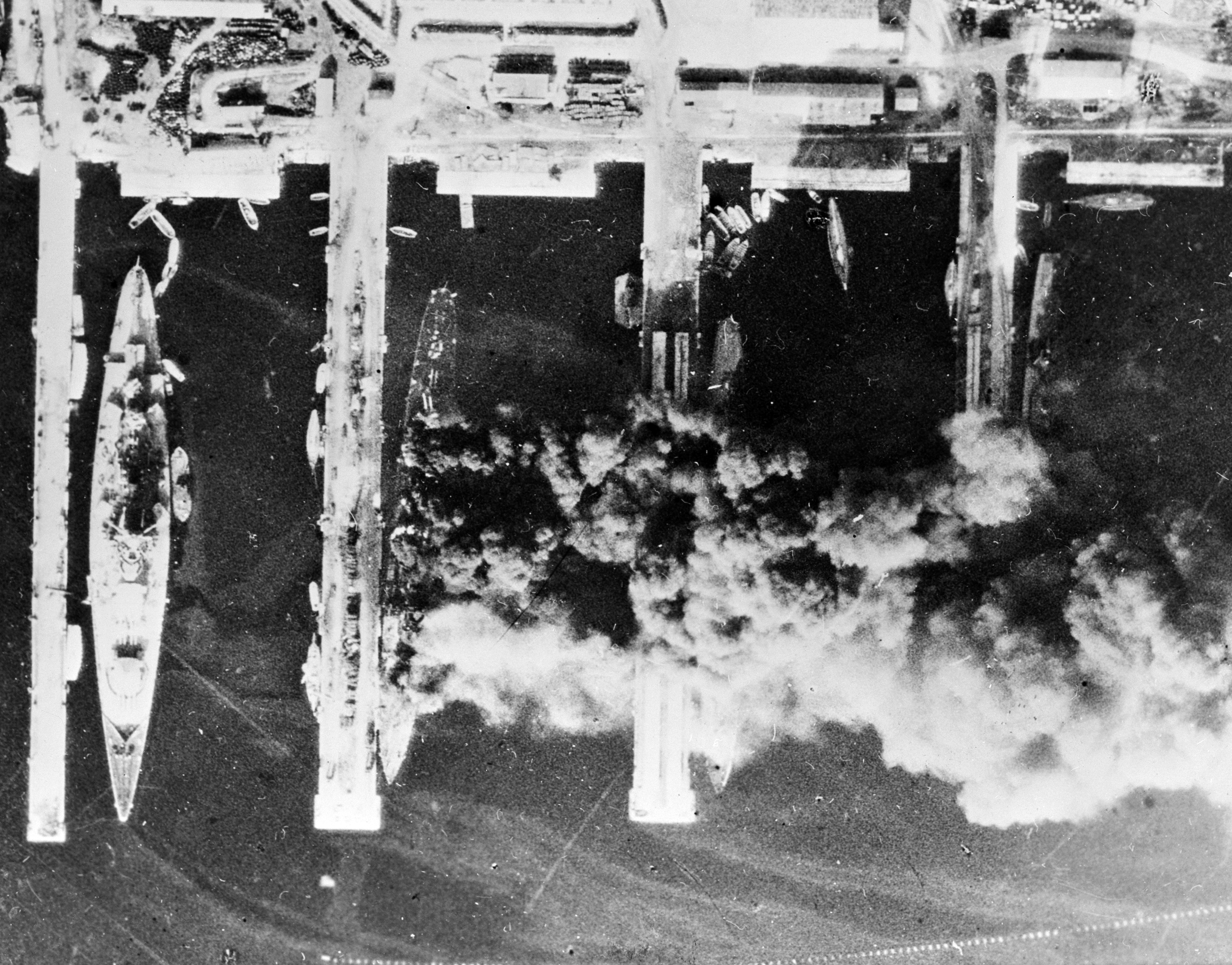
Barrinadura de la flota francesa a Toulon (1942)

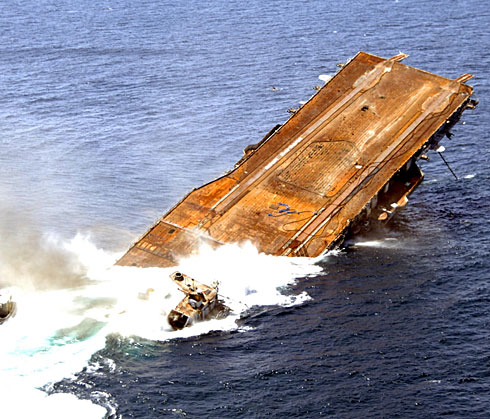
Barrinadura del portaavions per convertir-lo en un escull artificial (2006).

Barrinadura o barrinada, és un terme naval que designa l'enfonsament deliberat d'un vaixell per part de la tripulació o d'un membre de la tripulació. Els mitjans utilitzats poden ser l'obertura de vàlvules/rescloses, o bé fent una obertura en el buc per sota de la línia de flotació mitjançant eines o explosius.
Es pot fer per tal d'evitar que un vaixell passi a mans de l'enemic, a la marina de guerra, permetent a la tripulació escapar de la captura,,per desfer-se d'un vaixell abandonat, vell o capturat; per evitar que el vaixell esdevingui un perill per a la navegació; per obstruir un pas i bloquejar o restringir la navegació per un canal o dins d'un port; o per alterar el cabal dels rius.
També es pot utilitzar per desfer-se d'una captura quebuc'no es vol conservar', com en el cas de la pirateria. També s'utilitza, per desfer-se d'un vaixell al final de la seva vida o per a proporcionar un escull artificial per als bussejadors i la vida marina.

## Barrinadures notables

### Conquesta de Mèxic
L'any 1519, el conqueridor espanyol Hernán Cortés, en la seva campanya contra l' Imperi asteca, va ordenar als seus homes que barrinessin els seus vaixells per tal d'eliminar qualsevol desig de desertar o retirar-se, ja que alguns havien intentat escapar a Cuba seguint les ordres del governador de l'illa Diego Velázquez. de Cuéllar.bucAixí escriu el seu company i columnista Bernal Díaz del Castillo : " només podíem esperar ajuda o alleujament de Déu perquè ara no teníem vaixells per tornar enrere". A part d'això, el senyal enviat a Moctezuma II era que els invasors no es retirarien en cas de contratemps i que era probable que es lliuraria una sagnant batalla, així el rei asteca va permetre, als conquistadors entrar a la capital Tenochtitlán sense lluitar.

### Segona Guerra Mundial
El 8 de març de 1915, la Royal Navy va manar cercar el creuer alemany Dresden després de la batalla de les Malvines. Va ser descobert al port de l'illa de Mas a Tierra, pels vaixells britànics HMS Glasgow i HMS Kent de la classe Monmouth i va ser barrinat després d'un intercanvi simbòlic de foc, amb la fugida conseqüent de la seva tripulació.
El 23 d'abril de 1918, la marina britànica va llançar un atac contra el port de Zeebrugge que havia servit de base submarina per a la marina alemanya. Tres vaixells de guerra antics lastrats amb formigó, el més gran dels quals era l'antic creuer HMS Vindictive van ser barrinats al mig del canal per tal de bloquejar-lo.
Després del final de la Primera Guerra Mundial, onze cuirassats, cinc creuers de batalla, vuit creuers i cinc flotes de destructors de la Marina Imperial alemanya van ser resguardats a la base naval britànica de Scapa Flow a les illes Òrcades, després de l'armistici de l'11 de novembre de 1918 i barrinats el 19 d'abril de 1919, pocs dies abans de la signatura del Tractat de Versalles que preveia la destrucció o la retirada del servei d'una part important de la flota alemanya.

### Primera Guerra Mundial

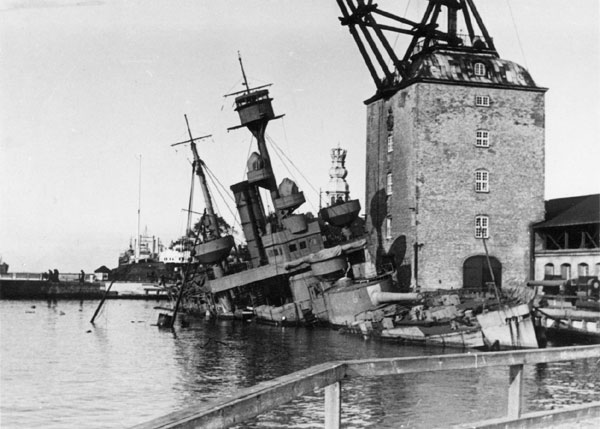
El creuer de la Marina danesa Peder Skram va ser barrinat el 29 d'agost de 1943.

El 13 de desembre de 1939, el cuirassat alemany Admiral Graf Spee, després de tres mesos de campanya contra els vaixells mercants britànics a l'Atlàntic, va patir danys durant la Batalla del Rio de la Plata i va tornar al port de Montevideo. Convençut que no podia forçar un bloqueig britànic per arribar a Alemanya, el seu comandant Hans Langsdorff va fer barrinar el vaixell a l'estuari del Riu de la Plata entre Argentina i Uruguai. La tripulació, segura, va tornar a Buenos Aires ; el comandant es va suïcidar poc després.
El dia abans de l'entrada de les tropes alemanyes a Brest, el 18 de juny de 1940, els vaixells francesos incapaços de navegar van ser tots barrinats al port de Brest .
El 27 de maig de 1941, el cuirassat Bismarck de la Kriegsmarine, perseguit durant tres dies per nombrosos vaixells i avions de la Royal Navy, amb el timó bloquejat pels torpeders de la Força H, bombardejat per dos cuirassats de la Home Fleet, va ser barrinat després d'haver rebut tres torpedes de creuer: aquesta és la tesi oficial. Una altra tesi evoca una barrinadura, mentre el cuirassat encara flotava i no havia rebut cops decisius per sota de la coberta blindada principal, per evitar veure'l caure en mans dels aliats . Només 115 dels 2.206 marins van ser recollits i rescatats, per vaixells britànics.
El 28 de març de 1942, el destructor britànic Campbeltown va ser llançat pel seu equip contra la porta del gran dic sec de Saint-Nazaire, llavors en mans alemanyes. Unes hores més tard, els explosius col·locats a bord van fer que l'única conca de reacondicionament capaç d'allotjar vaixells alemanys demvergadura a la costa atlàntica fos inutilitzable fins al final de la guerra. D'aquesta forma l'operació Chariot va aconseguir el seu objectiu.
El 27 de novembre de 1942, arran de la invasió de la zona lliure per part de l'Alemanya nazi, els vaixells de la flota francesa fondejats al port de Toló, i que no estaven preparats per sortir, van ser barrinats quan els alemanys van envair l'arsenal. Cinc submarins, amb motor dièsel que els permetia una sortida ràpida, van escapar, i tres d'ells van arribar al nord d'Àfrica, el Casabianca del comandant L'Herminier, el marsopa que s'havia escapat de Sud-àfrica. Al nord, en el moment dels desembarcaments aliats ( Operació Torch), tres setmanes abans i el Glorieux.
El 29 d'agost de 1943, en resposta al cop d'estat alemany l'operació Safari, dels cinquanta-dos vaixells de la Royal Danish Navy, trenta-dos van ser barrinats per la seva tripulació, quatre van escapar a la Suècia neutral, dos a Groenlàndia, sota control nord-americà. i catorze van ser capturats intactes pels alemanys. La majoria dels vaixells barrinats van ser reflotats i quinze d'ells van ser utilitzats d'una forma o una altra per la marina alemanya.
El 30 d'abril de 1945, en un esforç per preservar l'honor de la Kriegsmarine al final de la Segona Guerra Mundial, l'almirall Karl Dönitz va ordenar que tota la flota fos barrinada, només aquells vaixells que fossin necessaris per a la pesca, transport i les operacions de neteja de mines de guerra romandrien intactes. 232 U-boot (219 segons algunes fonts) van ser barrinats a la part occidental del Bàltic, 16 que estaven en construcció, no havien sigut incorporats oficialment a la Kriegmarine, 5 encara no havien estat botats i un va ser barrinat el 6 de juny de 1945 a Portugal.

### Barrinadures recents
Si la barrinadura d'un vaixell al final de la seva vida s'utilitza avui dia poques vegades a favor d'una venda per al desmantellament, el portaavions nord-americà USS Oriskany (CV-34) va ser barrinat el 17 de maig de 2006 com a part d'un projecte pilot per crear esculls artificials. L'antic portaavions <i id="mw1A">São Paulo</i> va ser barrinat el 3 de febrer de 2023 per l'armada brasilera a 350 kmbucde la costa brasilera i 5.000 mbucde profunditat. Havia estat comprat per unes drassanes turques i, el govern d'aquest país va rebutjar oficialment la seva arribada per problemes de contaminació. Diversos vaixells militars utilitzats com a objectius durant els exercicis de tir han estat barrinats si no eren enfonsats com a resultat dels canons al llarg de dècades.
El 6 d'abril de 2015, davant de la costa de São Tomé, la tripulació del vaixell furtiu Thunder va barrinar el seu vaixell per ocultar proves de possibles crims (el vaixell estava en un avís de color malvade la Interpol). Els vaixells de SeabucShepherd havien estat rastrejant el vaixell de caça furtiva durant 110 dies, la recerca més llarga de la història marítima.

## Cultura popular
El terme s'utilitza en sentit figurat per a un cessament voluntari d'activitat: barrinadura d'una empresa, barrinadurabucde la Tercera República francesa durant la votació dels plens poders per Philippe Pétain. El comportament autodestructiu també es pot designar amb aquest qualificatiu, com a la pel·lícula d' Alain Périsson Le Grand Sabordage (La gran barrinadura).